# Autobahndreieck Braunschweig-Südwest
Das Autobahndreieck Braunschweig-Südwest (Abkürzung: AD Braunschweig-Südwest; Kurzform: Dreieck Braunschweig-Südwest) ist ein Autobahndreieck in Niedersachsen in der Metropolregion Hannover-Braunschweig.
Es verbindet die Bundesautobahn 39 (Hamburg — Salzgitter) mit der Bundesautobahn 391 (Westtangente Braunschweig).

## Geographie
Das Autobahndreieck liegt auf dem Stadtgebiet von Braunschweig. Nächstgelegene Stadtbezirke sind das Westliche Ringgebiet, Heidberg-Melverode, Broitzem, Rüningen und Weststadt. Es befindet sich etwa 4 km südlich der Braunschweiger Innenstadt, etwa 55 km südöstlich von Hannover und etwa 15 km nordöstlich von Salzgitter.
Südöstlich des Dreiecks befindet sich der Braunschweiger Südsee sowie die Oker.
Das Autobahndreieck Braunschweig-Südwest trägt auf der A 39 die Anschlussstellennummer 35, auf der A 391 die Nummer 8.

## Umbau 2012
Das Autobahndreieck wurde umgebaut, damit die A 39 als Hauptfahrbahn durch das Dreieck führt; zuvor ging die A 39 aus Salzgitter in die A 391 über und umgekehrt (TOTSO-Variante). Grund für den Umbau war die Fertigstellung der A 39 südlich und östlich von Braunschweig und der damit erfolgte Lückenschluss zum Autobahnkreuz Wolfsburg/Königslutter (A 2), wodurch die A 39 als Zubringer vom Fernverkehr aus/in Richtung Süden genutzt wird. Das Planfeststellungsverfahren zum Umbau hatte Ende Februar 2007 begonnen, der Planfeststellungsbeschluss erfolgte am 6. Juni 2008. Die Bauarbeiten haben im November 2008 begonnen und wurden am 28. August 2012 abgeschlossen.

## Verkehrsaufkommen
Das Dreieck wird täglich von rund 105.000 Fahrzeugen befahren.
| Von                                 | Nach                            | Durchschnittliche tägliche Verkehrsstärke | Anteil Schwerlastverkehr |
| ----------------------------------- | ------------------------------- | ----------------------------------------- | ------------------------ |
| AK Braunschweig-Süd (A 39)          | AD Braunschweig-Südwest         | 78.500                                    | 6,7 %                    |
| AD Braunschweig-Südwest             | AS Braunschweig-Rüningen (A 39) | 51.300                                    | 8,6 %                    |
| AS Braunschweig-Gartenstadt (A 391) | AD Braunschweig-Südwest         | 81.000                                    | 5,3 %                    |